# Walter Werneburg
 (juillet 2020).
Si vous disposez d'ouvrages ou d'articles de référence ou si vous connaissez des sites web de qualité traitant du thème abordé ici, merci de compléter l'article en donnant les références utiles à sa vérifiabilité et en les liant à la section « Notes et références ».
Walter Werneburg (2 juin 1922 à Oppershausen - 16 avril 1999 à Erfurt) était un artiste allemand. Il était principalement connu pour ses gravures d'artistes très colorées et le symbolisme profond de ses peintures. 

## Carrière
De 1936 à 1939, il a fait ses études de peintre à Mühlhausen / Thuringe. Walter Werneburg a étudié à la Kunstgewerbeschule Erfurt de 1939 à 1941 et de 1949 à 1951 à la Landesschule für Angewandte Kunst à Erfurt (institut suivant). Il a travaillé comme professeur d'art de 1951 à 1959 et comme chargé de cours à la Pädagogischen Hochschule Erfurt, une école de formation des enseignants qui est devenue la faculté d'éducation de l' Université d'Erfurt après la réunification allemande. De 1964 à 1965, il a obtenu un diplôme d'études externes à l' Université de Leipzig. 
Dans ses premières œuvres, Walter Werneburg était engagé dans la représentation instantanée de la nature. Otto Knöpfer était son tuteur et Otto Paetz se classe parmi ses inspirateurs. Il a convaincu par ses aquarelles de paysage. A côté d'autres, Werneburg a dirigé la formation des étudiants en gravure à la Pädagogischen Hochschule. Cela se reflétait dans son propre travail artistique. Dans des designs variés, il a expérimenté cette technique en utilisant le remède du contraste de la lumière et du noir. Il a dépassé la linéarité et a réalisé diverses possibilités d'impression couleur. 
En 1979, une collaboration artistique entre Walter Werneburg et son fils, le poète Joachim Werneburg, s'est développée. Une œuvre graphique et poétique complète a été créée, qui - généralement parlée - questionne la position de l'homme dans le cosmos, sa relation aux pierres, aux plantes et au monde des animaux. Dans d'autres cycles artistiques, l'histoire des débuts de l'Europe centrale a été choisie comme thème central basé sur le matériel archéologique. Jusqu'en 1995, Walter Werneburg a créé trente et un cycles d'estampes d'artistes. Ces travaux de Walter et Joachim Werneburg ont été entièrement publiés dans le livre "Die Rabenfibel" (2010). Le livre "Wort und geschwungene Linie" rend compte de cette collaboration artistique. 
Outre ses propres expositions à Ostrava (République tchèque), Banská Bystrica (Slowakia), Kolobrzeg (Pologne), Torgelow, Maxhütte Unterwellenborn, Sömmerda, Eisenach, Mühlhausen, Schleusingen, Oppershausen et Erfurt, il a contribué à la VII. Kunstausstellung der DDR à Dresde. 

## Cycles graphiques (choix)
- Oppershäuser Blätter I + II (1979), (« Oppershausian Folios I + II »)
- Sagenhaftes Erfurt (1980), (« Fabuleux Erfurt »)
- Worte Lutherisch (1982), (« Paroles luthériennes »)
- Russischer Frühling (1984), (« Printemps russe »)
- Hainich (1984/85), (Hainich)
- Kupferberg zu Ilmenau (1985), (« Montagne de cuivre d'Ilmenau »)
- Rabenfibel (1986), (« Le Péroné du corbeau »)
- Slawische Tänze (1987), (« Danses slaves »)
- Die Fahrt der Tiere (1990), (« Voyage des animaux »)
- Die Schlangenfüßige Göttin (1991), (Dieu aux pieds de serpent)
- Externsteine (1993), (« Externsteine »)
- Der Heilige See (1994), (« Le Lac sacré »)
- Majorque (1995)

## Publications
- Walter Werneburg, Mein Schulweg. Ein Malbuch für Kinder von 6-8 Jahren, Reichenbach (Vogtland), Bild und Heimat Verlag, 1963 ; réimpression : Scidinge Hall, Tübingen 2017
- Joachim Werneburg et Walter Werneburg, Die Rabelfibel, Zurich, Scidinge Hall, 2010
- Walter Werner, Blätter aus dem Baumbachhaus, Staatliche Museen Meiningen, 1985 (contient Worte. Lutherisch)
- Joachim Werneburg, Die Schlangenfüßige Göttin, München, Edition Arnshaugk, 2009 (contient le cycle graphique du même nom)
- Joachim Werneburg, Das Kupferbergwerk. Fragmente von 1977 bis 1989, Zürich, Scidinge Hall, 2011 (contient Kupferberg zu Ilmenau)
- Joachim Werneburg, Thüringer Meer, Zürich, Scidinge Hall, 2012 (contient Die Rabenfibel)
- Joachim Werneburg, Notizen auf der Felswand. Aus den Jahren 1990 bis 1995, Zürich, Scidinge Hall, 2016 (contient Die Externsteine)
- Joachim Werneburg, Die Reise nach Südost, Tübingen, Scidinge Hall, 2017 (contient le cycle graphique du même nom, en français « Le Voyage vers le sud-est », selon des motifs chinois)